# Kabinet-Takeshita
Het kabinet–Takeshita (Japans: 竹下内閣) was de regering van het Keizerrijk Japan van 6 november 1987 tot 3 juni 1989.

## Kabinet–Takeshita (1987–1989)
| Ambtsbekleder                                                | Ambtsbekleder     | Ambtsbekleder                               | Functie                                    | Ambtstermijn     | Ambtstermijn     | Partij |
| ------------------------------------------------------------ | ----------------- | ------------------------------------------- | ------------------------------------------ | ---------------- | ---------------- | ------ |
|                                                              | Noboru Takeshita  | Noboru Takeshita 竹下登 (1924–2000)         | Premier                                    | 6 november 1987  | 3 juni 1989      | LDP    |
|                                                              | Kiichi Miyazawa   | Kiichi Miyazawa 宮澤喜一 (1919–2007)        | Vicepremier                                | 6 november 1987  | 10 december 1988 | LDP    |
| Minister van Financiën                                       | Kiichi Miyazawa   | Kiichi Miyazawa 宮澤喜一 (1919–2007)        | 22 juli 1986                               |                  | 10 december 1988 | LDP    |
|                                                              | Keizo Obuchi      | Keizo Obuchi 小渕恵三 (1937–2000)           | Secretaris- generaal                       | 6 november 1987  | 3 juni 1989      | LDP    |
|                                                              | Seiroku Kajiyama  | Seiroku Kajiyama 梶山静六 (1926–2000)       | Minister van Binnenlandse Zaken            | 6 november 1987  | 28 december 1988 | LDP    |
| Voorzitter van de Commissie voor Openbare Orde en Veiligheid | Seiroku Kajiyama  | Seiroku Kajiyama 梶山静六 (1926–2000)       |                                            | 6 november 1987  | 28 december 1988 | LDP    |
|                                                              |                   | Shigenobu Sakano 坂野重信 (1917–2002)       | Minister van Binnenlandse Zaken            | 28 december 1988 | 3 juni 1989      | LDP    |
| Voorzitter van de Commissie voor Openbare Orde en Veiligheid |                   | Shigenobu Sakano 坂野重信 (1917–2002)       |                                            | 28 december 1988 | 3 juni 1989      | LDP    |
|                                                              | Sosuke Uno        | Sosuke Uno 宇野宗佑 (1922–1998)             | Minister van Buitenlandse Zaken            | 6 november 1987  | 3 juni 1989      | LDP    |
|                                                              | Noboru Takeshita  | Noboru Takeshita 竹下登 (1924–2000)         | Minister van Financiën                     | 10 december 1988 | 24 december 1988 | LDP    |
|                                                              |                   | Tatsuo Murayama 村山達雄 (1915–2010)        | Minister van Financiën                     | 24 december 1988 | 10 augustus 1989 | LDP    |
|                                                              |                   | Yukio Hayashida 林田悠紀夫 (1915–2007)      | Minister van Justitie                      | 6 november 1987  | 28 december 1988 | LDP    |
|                                                              |                   | Shun Hasegawa 長谷川峻 (1912–1992)          | Minister van Justitie                      | 28 december 1988 | 30 december 1988 | LDP    |
|                                                              |                   | Masami Takatsuji 高辻正己 (1910–1997)       | Minister van Justitie                      | 30 december 1988 | 3 juni 1989      | LDP    |
|                                                              |                   | Hajime Tamura 田村元 (1924–2014)            | Minister van Economische Zaken             | 22 juli 1986     | 28 december 1988 | LDP    |
|                                                              | Hiroshi Mitsuzuka | Hiroshi Mitsuzuka 三塚博 (1927–2004)        | Minister van Economische Zaken             | 28 december 1988 | 3 juni 1989      | LDP    |
|                                                              | Takao Fujimoto    | Takao Fujimoto 藤本孝雄 (1931)              | Minister van Volksgezondheid en Welzijn    | 6 november 1987  | 28 december 1988 | LDP    |
|                                                              | Junichiro Koizumi | Junichiro Koizumi 小泉純一郎 (1942)         | Minister van Volksgezondheid en Welzijn    | 28 december 1988 | 10 augustus 1989 | LDP    |
|                                                              |                   | Taro Nakamura 中村太郎 (1918–2011)          | Minister van Arbeid                        | 6 november 1987  | 28 december 1988 | LDP    |
|                                                              | Hyosuke Niwa      | Hyosuke Niwa 丹羽兵助 (1911–1990)           | Minister van Arbeid                        | 28 december 1988 | 3 juni 1989      | LDP    |
|                                                              | Gentaro Nakashima | Gentaro Nakashima 中島源太郎 (1929–1992)    | Minister van Onderwijs                     | 6 november 1987  | 28 december 1988 | LDP    |
|                                                              | Takeo Nishioka    | Takeo Nishioka 西岡武夫 (1936–2011)         | Minister van Onderwijs                     | 28 december 1988 | 10 augustus 1989 | LDP    |
|                                                              | Shintaro Ishihara | Shintaro Ishihara 石原慎太郎 (1932–2022)    | Minister van Transport en Infrastructuur   | 6 november 1987  | 28 december 1988 | LDP    |
|                                                              | Shinji Sato       | Shinji Sato 佐藤信二 (1932–2016)            | Minister van Transport en Infrastructuur   | 28 december 1988 | 3 juni 1989      | LDP    |
|                                                              |                   | Ihei Ochi 越智伊平 (1920–2000)              | Minister van Bouw en Constructie           | 6 november 1987  | 28 december 1988 | LDP    |
|                                                              |                   | Hikosaburo Okonogi 小此木彦三郎 (1928–1991) | Minister van Bouw en Constructie           | 28 december 1988 | 1 juni 1989      | LDP    |
|                                                              | Noboru Takeshita  | Noboru Takeshita 竹下登 (1924–2000)         | Minister van Bouw en Constructie           | 1 juni 1989      | 3 juni 1989      | LDP    |
|                                                              |                   | Takashi Sato 佐藤隆 (1927–1991)             | Minister van Landbouw, Bosbouw en Visserij | 6 november 1987  | 28 december 1988 | LDP    |
|                                                              | Tsutomu Hata      | Tsutomu Hata 羽田 孜 (1935–2017)            | Minister van Landbouw, Bosbouw en Visserij | 28 december 1988 | 3 juni 1989      | LDP    |
|                                                              | Masaki Nakayama   | Masaki Nakayama 中山正暉 (1932)             | Minister van Communicatie en Post          | 6 november 1987  | 28 december 1988 | LDP    |
|                                                              |                   | Seiichi Kataoka 片岡清一 (1911–1999)        | Minister van Communicatie en Post          | 28 december 1988 | 3 juni 1989      | LDP    |
|                                                              | Riki Kawara       | Riki Kawara 瓦力 (1937–2013)                | Directeur- generaal van de JSDF            | 6 november 1987  | 24 augustus 1988 | LDP    |
|                                                              | Yoshiro Tazawa    | Yoshiro Tazawa 田沢吉郎 (1918–2001)         | Directeur- generaal van de JSDF            | 24 augustus 1988 | 3 juni 1989      | LDP    |